# Regioni geoeconomiche del Brasile

1 • Amazonia, 2 • Centro-Sul, 3 • Nordeste

Le Regioni geoeconomiche del Brasile sono suddivisioni dello Stato brasiliano sulla base delle caratteristiche storico-economiche del Brasile, quali gli aspetti dell'economia e della formazione storica brasiliana e regionale.
Nel 1967, il geografo Pedro Pinchas Geisêr propose questa divisione regionale del paese in tre regioni geoeconomiche o insiemi di regioni. Questa divisione ha come base le caratteristiche storico-economiche del Brasile, quali gli aspetti dell'economia e della formazione storica brasiliana e regionale. Queste divisioni non rispettano i limiti interstatali.
Le tre regioni sono:
- Regione geoeconomica Amazzonia
- Regione geoeconomica Centro-Sul
- Regione geoeconomica Nordeste